# علوم الشرطة
بوليز ويسنزشافت (بالألمانية: Polizeiwissenschaft) مصطلح ظهر لأول مرة في العقد الثالث من القرن الثامن عشر وبقي حتى منتصف القرن التاسع عشر.
ويعبر عن علم القوانين الداخلية للمجتمع، وكان وقتها مصطلحاً شاملاً يتضمن قانون سياسي، علم حكومي، اقتصاد سياسي، اهتمامات صحة عامة، المدنية، تخطيط عمراني (ضروري في ضوء وجود نظرية مياسما للمرض).
تم إطلاق المصطلح بالتزامن مع المصطلح «ميزالتنغزويسنزشافت» (أو «علم حكومي») وتم تضمينه في المنهاج الرسمي للجامعة.
المقر الأول لسلطة «كاميراليا أوكونوميكا وبوليزويسنزشافت» أقيم عام 1727 بواسطة فريديريك ويليام في هاله (سكسونيا-أنهالت) وفرانكفورت. في أيامنا هذه استوحي من هذا المصطلح كلمة «شرطة» الذي يشير إلى فعاليات تطبيق القانون. ويتضمن: «ماركت بوليز» (سياسة التسويق)، للتعبير عن الأسعار والاقتصاد، «جوربيفشت» (مراقبة التجارة)، «باواوفيشت» (مراقبة البناء) و«أوسلاندر بوليز» (سياسة الأجانب).
المصطلح استخدم حالياً في إطار نشاطات السياسة الحديثة، كتعبير شامل عن العلوم السياسية (يتضمن ذلك: علم الشرطة تشريع علم الجريمة علم الاجتماع علم النفس علوم سياسية أدلة جنائية).

## بيان بمؤلفات الكتب
- ميشيل فوكو، الأمن، الإقليم، السكان (منهاج 1977 أطلق عام 2004)
- وولفغانغ واست، داي غوته (السياسة في ريشسكريس)
- Bd. 1: Der Schwäbische Reichskreis, unter besonderer Berücksichtigung Bayerisch-Schwabens, Berlin 2001,
- Bd. 2: Der Fränkische Reichskreis, Berlin 2003,
- Bd. 3: Der Bayerische Reichskreis und die Oberpfalz, Berlin 2004.